# Салмаси, Джафар
Джафар Мохаммад Салмаси (перс. جعفرمحمد سلماسی‎, 22 сентября 1918 — 31 января 2000) — тяжелоатлет, азербайджанец по национальности, призёр Олимпийских игр. Является первым в истории олимпийским призёром от Ирана.
Родился в Кадимие (под Багдадом, Османская империя), был преподавателем в иранской школе в Багдаде. Самостоятельно занимался физкультурой, по книгам изучал гимнастику, во время поездки в Тегеран в юности узнал о тяжёлой атлетике. Позднее по приглашению правительства Ирана принял участие в чемпионате Ирана, и после победы там был включён в олимпийскую сборную Ирана; с 1944 по 1948 годы ежегодно становился чемпионом Ирана в своей весовой категории. В 1948 году на Олимпийских играх в Лондоне стал обладателем бронзовой медали в весовой категории до 60 кг. После Олимпиады вернулся в Багдад, но в 1951 году представлял Иран на Азиатских играх, где завоевал золотую медаль в весовой категории до 60 кг.
Позднее стал обучать в Багдаде иранских студентов, и тренировал иракских тяжелоатлетов. После прихода Саддама Хуссейна к власти переехал с семьёй в Иран.